# Grande Prêmio do Vietnã
O Grande Prêmio do Vietnã (português brasileiro) ou Grande Prémio do Vietname (português europeu) (em vietnamita:  Giải đua xe Công thức 1 Việt Nam) foi uma proposta de Grande Prêmio de Fórmula 1 que estava inicialmente previsto para acontecer em abril de 2020. A corrida foi inicialmente adiada e posteriormente cancelada devido à pandemia de COVID-19, e foi adiada indefinidamente. O Grande Prêmio foi removido do calendário de 2021 devido à prisão do presidente do Comitê Popular de Hanói, Nguyễn Đức Chung, por acusações de corrupção não relacionadas ao Grande Prêmio, que posteriormente levaram à sua condenação a dez anos de prisão em 2022.

## História
Planos para uma corrida no Vietnã foram inicialmente explorados pelo ex-CEO da Fórmula 1, Bernie Ecclestone, que abandonou a ideia, pois já havia quatro corridas no Extremo Oriente na época (Malásia, Singapura, China e Japão). Ecclestone também reconheceu que o fracasso dos Grandes Prêmios da Coreia do Sul e da Índia o deixou cético quanto à viabilidade de longo prazo de uma corrida no Vietnã.
A ideia foi ressuscitada depois que a Liberty Media adquiriu os direitos comerciais da Fórmula 1 da CVC Capital Partners em janeiro de 2017. O Grande Prêmio do Vietnã foi anunciado em novembro de 2018, tornando-se a primeira nova corrida sob a propriedade da Liberty Media. A corrida se juntaria a já existente corrida realizada no Sudeste Asiático, o Grande Prêmio de Singapura.
O primeiro Grande Prêmio do Vietnã estava inicialmente programado para ocorrer em 5 de abril de 2020, como parte de um contrato plurianual durante a temporada de Fórmula 1 de 2020, mas foi posteriormente adiado e, mais tarde, cancelado devido à pandemia de COVID-19. A corrida também foi excluída do calendário de 2021, devido à prisão do presidente do Comitê do Povo de Hanói, Nguyễn Đức Chung, por acusações de corrupção não relacionadas ao evento. Naquela época, o contrato do Grande Prêmio do Vietnã para aparecer no calendário da Fórmula 1 foi encerrado.
Até a temporada de 2025, a corrida não ocorreu. Ainda não há nenhum anúncio oficial sobre quando ou se o Grande Prêmio do Vietnã fará sua estreia.